# 219
219 (CCXIX na numeração romana) foi um ano comum do século III do Calendário Juliano, da Era de Cristo, teve início a uma sexta-feira  e terminou também a uma sexta-feira, a sua letra dominical foi C (52 semanas)
| Ano completo                       |
| ---------------------------------- |
| Ano comum com início à sexta-feira |

## Mortes
- Guan Yu, morto em batalha no Castelo Fan
- Ma Su, executado por Zhuge Liang